# ديسينة
دِيسينة جنس حيوانات بحرية من الرخويات. أنواعه المعاصرة قليلة العدد تعيش على الصخور المغمورة البعيدة الغور في بحار البلاد الباردة. أصدافها قرنية المادة لامتساوية المصاريع شبه بيضية الشوزن مسطحة الصفحات السفلى.